# 日和田宿
日和田宿（ひわだじゅく）は、奥州街道の江戸・日本橋から43番目の宿場である。旧地名は陸奥国安積郡、現在の福島県郡山市日和田町字日和田に相当する。

## 概要
日和田宿は、近世以前の表記が部屋田、部谷田、部和田、辺和田、戸谷田、比谷田があり、表音がヘヤダ、ヘワダ、ヒヤダであった。松尾芭蕉の『おくのほそ道』では「桧皮の宿」との表記がある。類例に『和漢三才図会』、十辺舎一九の『金草鞋』に見られる。しかし、「桧皮」との表記は俳諧的な表現であったと考えられている。
現在の東北本線日和田駅近くを通る福島県道355号須賀川二本松線沿いの南北約500mの地域にあり、須賀川宿、郡山宿、本宮宿とともに岩城街道への分岐点となっていた。享保年間の家の数は169戸。本陣は現在の日和田郵便局付近に、また、一里塚は安積山付近にあったと伝えられる。
郡山市の市街地から離れているため大規模な開発を免れ、比較的古い建物が残っている他、付近の旧街道沿いではかつての松並木の名残であるアカマツが並ぶ景色が見られる。

## 周辺の名所・旧跡
- 八幡神社（日和田町の総鎮守）
- 高倉人形日和田資料館（県指定重要有形民俗文化財の人形浄瑠璃の道具類展示、日和田公民館内）
- 西方寺（蛇骨地蔵堂などの文化財）
- 安積山公園（松尾芭蕉が訪ねた安積山一帯の公園）
- 奥州街道松並木[3]（県道沿い、主に安積山公園付近や磐越自動車道北側）

## 隣の宿
奥州街道
福原宿 - 日和田宿 - 高倉宿

## 交通アクセス
- 東北本線日和田駅下車
- 東北自動車道本宮インターチェンジから車で10分（安積山公園や西方寺 (郡山市)#蛇骨地蔵堂等に駐車場あり）